# Husiatyn (huyện)
Huyện Husiatyn (tiếng Ukraina: Гусятинський район, chuyển tự: Husiatyns’kyi raion) là một huyện của tỉnh Ternopil thuộc Ukraina. Huyện Husiatyn có diện tích 1016 km², dân số theo điều tra dân số ngày 5 tháng 12 năm 2001 là 67074 người với mật độ 66 người/km2. Trung tâm huyện nằm ở Husiatyn.